# Charlotte Atkyns
Charlotte Atkyns, née Walpole est une actrice britannique née en 1757 et morte à Paris le 2 février 1836.

## Biographie
Elle a débuté à Londres en 1777 une carrière à succès d'actrice. Retirée de la scène peu après son mariage à Edward Atkyns en 1779, elle s'installe en France et fréquente les salons et les théâtres parisiens. La duchesse de Polignac la présente à Louis XVI et à la reine Marie-Antoinette qui la pensionnera sur sa propre cassette. 
Établie avec son mari à Lille après la prise de la Bastille, elle y rencontre Louis de Frotté dont elle sera la maîtresse jusqu'à l'exécution de ce dernier. Consacrant, de 1791 à 1794, sa fortune et sa vie à tenter de sauver la reine et le roi, Charlotte Atkyns fut souvent dupée de toutes parts et ne réussit qu'à dilapider sa fortune dans des combines toutes plus incertaines les unes que les autres.

## Sources
- Marina Grey, Hébert : le père Duchesne, agent royaliste, Paris, Librairie académique Perrin, 1983.